# Bouhadjar
Bouhadjar (em árabe: بوحجار) é uma cidade e comuna localizada na província de El Tarf, Argélia. Segundo o censo de 2008, a população total da cidade era de 20 215 habitantes.